# Bisdom Berbérati

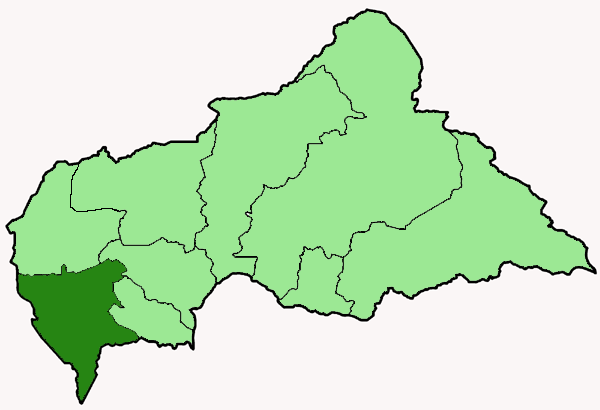
Het bisdom Berbérati binnen de Centraal-Afrikaanse Republiek

Het bisdom Berbérati (Latijn: Dioecesis Berberaten(sis)) is een van de negen rooms-katholieke bisdommen van de Centraal-Afrikaanse kerkprovincie en is suffragaan aan het aartsbisdom Bangui. De huidige bisschop van Berbérati is Agostino Giuseppe Delfino.

## Geschiedenis
- 28 mei 1940: Oprichting als apostolische prefectuur Berbérati uit een deel van het apostolisch vicariaat Foumban en het apostolisch vicariaat Bangui
- 9 januari 1947: Gebied verloren na oprichting apostolische prefectuur Fort-Lamy
- 13 maart 1952: Promotie tot apostolisch vicariaat Berbérati
- 14 september 1955: Promotie tot bisdom Berbérati
- 9 februari 1959: Gebied verloren na oprichting apostolische prefectuur Bossangoa
- 27 februari 1978: Gebied verloren na oprichting bisdom Bouar

## Leiderschap
- Apostolisch prefect
  - Pietro Alcantara da Habas (28 maart 1941 – 1952)
- Apostolisch vicaris
  - Bisschop Alphonse-Célestin-Basile Baud (10 april 1954 – 14 september 1955)
- Bisschop van Berbérati 
  - Bisschop Alphonse-Célestin-Basile Baud (14 september 1955 – 2 juni 1979)
  - Bisschop Jérôme-Michel-Francis Martin (3 oktober 1987 – 17 juni 1991)
  - Bisschop Agostino Giuseppe Delfino (sinds 17 juni 1991)